# Kingsbury (Maine)
Kingsbury ist eine Plantation im Piscataquis County des Bundesstaates Maine in den Vereinigten Staaten. Im Jahr 2020 lebten dort 28 Einwohner in 125 Haushalten auf einer Fläche von 115,6 km².

## Geographie
Nach dem United States Census Bureau hat Kingsbury eine Gesamtfläche von 115,6 km², von der 114,3 km² Land sind und 1,2 km² aus Gewässern bestehen.

### Geographische Lage
Kingsbury liegt im Südwesten des Piscataquis Countys und grenzt an das Somerset County an. Im Südwesten liegt der Kingsbury Pond, im Norden der Foss Pond und im Nordosten der Whetstone Pond. Die Oberfläche ist leicht hügelig und die höchste Erhebung ist der zentral gelegene, 467 m hohe Foss Mountain.

### Nachbargemeinden
Alle Entfernungen sind als Luftlinien zwischen den offiziellen Koordinaten der Orte aus der Volkszählung 2010 angegeben.
- Norden: Blanchard, Unorganized Territory, 11,0 km
- Nordosten: Monson, 17,8 km
- Osten: Abbot, 9,4 km
- Südosten: Parkman, 14,7 km
- Süden: Wellington, 8,6 km
- Südwesten: Brighton Plantation, Somerset County, 12,9 km
- Westen: Northeast Somerset, Unorganized Territory, Somerset County, 41,8 km

### Stadtgliederung
In Kingsbury gibt es zwei Siedlungsgebiete: Happy Corner und Kingsbury.

### Klima
Die mittlere Durchschnittstemperatur in Kingsbury liegt zwischen −11,1 °C (12 °F) im Januar und 19,4 °C (67 °F) im Juli. Damit ist der Ort gegenüber dem langjährigen Mittel der USA um etwa 9 Grad kühler. Die Schneefälle zwischen Oktober und Mai liegen mit bis zu zweieinhalb Metern mehr als doppelt so hoch wie die mittlere Schneehöhe in den USA; die tägliche Sonnenscheindauer liegt am unteren Rand des Wertespektrums der USA.

## Geschichte
Kingsbury war ein Teil des Bingham Purchase von William Bingham. Im Jahr 1833 kaufte Sanford Kingsbury, der zu dieser Zeit Anwalt in Gardiner, Maine, war, das Gebiet und die Besiedlung startete. Im Jahr 1836 lebten bereits genügend Siedler im Ort, so dass er am 22. März 1836 als Town, benannt nach seinem ersten Besitzer Kingsbury, organisiert wurde. 1886 verlor Kingsbury den Status einer Town und organisierte sich 1887 als Plantation.

### Einwohnerentwicklung
| Volkszählungsergebnisse – Plantation of Kingsbury, Maine | Volkszählungsergebnisse – Plantation of Kingsbury, Maine | Volkszählungsergebnisse – Plantation of Kingsbury, Maine | Volkszählungsergebnisse – Plantation of Kingsbury, Maine | Volkszählungsergebnisse – Plantation of Kingsbury, Maine | Volkszählungsergebnisse – Plantation of Kingsbury, Maine | Volkszählungsergebnisse – Plantation of Kingsbury, Maine | Volkszählungsergebnisse – Plantation of Kingsbury, Maine | Volkszählungsergebnisse – Plantation of Kingsbury, Maine | Volkszählungsergebnisse – Plantation of Kingsbury, Maine | Volkszählungsergebnisse – Plantation of Kingsbury, Maine |
| Jahr                                                     | 1800                                                     | 1810                                                     | 1820                                                     | 1830                                                     | 1840                                                     | 1850                                                     | 1860                                                     | 1870                                                     | 1880                                                     | 1890                                                     |
| -------------------------------------------------------- | -------------------------------------------------------- | -------------------------------------------------------- | -------------------------------------------------------- | -------------------------------------------------------- | -------------------------------------------------------- | -------------------------------------------------------- | -------------------------------------------------------- | -------------------------------------------------------- | -------------------------------------------------------- | -------------------------------------------------------- |
| Einwohner                                                |                                                          |                                                          |                                                          |                                                          | 227                                                      | 181                                                      | 191                                                      | 174                                                      | 198                                                      | 205                                                      |
| Jahr                                                     | 1900                                                     | 1910                                                     | 1920                                                     | 1930                                                     | 1940                                                     | 1950                                                     | 1960                                                     | 1970                                                     | 1980                                                     | 1990                                                     |
| Einwohner                                                | 106                                                      | 108                                                      | 63                                                       | 50                                                       | 63                                                       | 35                                                       | 8                                                        | 7                                                        | 4                                                        | 13                                                       |
| Jahr                                                     | 2000                                                     | 2010                                                     | 2020                                                     | 2030                                                     | 2040                                                     | 2050                                                     | 2060                                                     | 2070                                                     | 2080                                                     | 2090                                                     |
| Einwohner                                                | 9                                                        | 28                                                       | 28                                                       |                                                          |                                                          |                                                          |                                                          |                                                          |                                                          |                                                          |

## Wirtschaft und Infrastruktur

### Verkehr
Die Maine State Route 16 verläuft in westöstliche Richtung durch das Gebiet.

### Öffentliche Einrichtungen
In Kingsbury gibt es keine medizinischen Einrichtungen oder Krankenhäuser. Nächstgelegene Einrichtungen für die Bewohner von Kingsbury befinden sich in Dover-Foxcroft und Dexter.
Kingsbury besitzt keine eigene Bücherei, die nächstgelegene ist die Guilford Memorial Library in Guilford.

### Bildung
Für die Schulbildung ist das Kingsbury Plantation School Department zuständig.